# Expedition 25

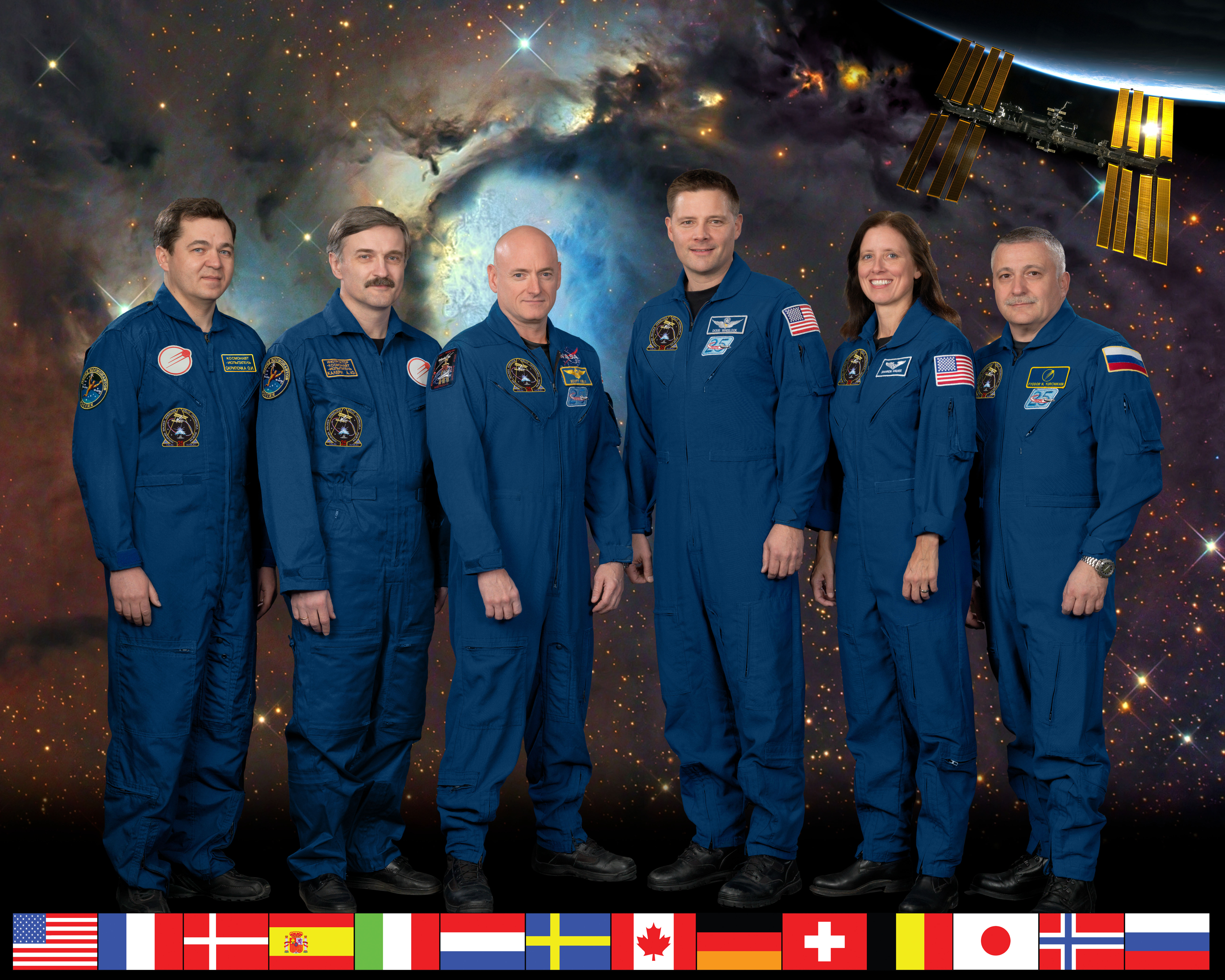
Expedition 25 besättning.

Expedition 25 var den 25:e expeditionen till Internationella rymdstationen (ISS). Expeditionen började den 25 september 2010 då delar av Expedition 24s besättning återvände till jorden med Sojuz TMA-18.
Scott J. Kelly, Aleksandr Kaleri och Oleg Skripotjka anlände till stationen med Sojuz TMA-01M den 10 oktober 2010.
Expeditionen avslutades den 26 november 2010 då Fjodor Jurtjichin, Shannon Walker och Douglas H. Wheelock återvände till jorden med Sojuz TMA-19.

## Besättning
| Position       | Första delen (25 september - 10 oktober 2010) | Andra delen (10 oktober - 26 november 2010)   |
| -------------- | --------------------------------------------- | --------------------------------------------- |
| Befälhavare    | Douglas H. Wheelock, NASA Hans andra rymdfärd | Douglas H. Wheelock, NASA Hans andra rymdfärd |
| Flygingenjör 1 | Shannon Walker, NASA Hennes första rymdfärd   | Shannon Walker, NASA Hennes första rymdfärd   |
| Flygingenjör 2 | Fjodor Jurtjichin, RSA Hans tredje rymdfärd   | Fjodor Jurtjichin, RSA Hans tredje rymdfärd   |
| Flygingenjör 3 |                                               | Scott J. Kelly, NASA Hans tredje rymdfärd     |
| Flygingenjör 4 |                                               | Aleksandr Kaleri, RSA Hans femte rymdfärd     |
| Flygingenjör 5 |                                               | Oleg Skripotjka, RSA Hans första rymdfärd     |